# Chuột chù Lamotte
Chuột chù Lamotte, tên khoa học Crocidura lamottei, là một loài động vật có vú trong họ Chuột chù, bộ Soricomorpha. Loài này được Heim de Balsac mô tả năm 1968. Chúng được tìm thấy ở Bénin, Bờ Biển Ngà, Burkina Faso, Cameroon, Gambia, Ghana, Guinea, Guinea-Bissau, Liberia, Mali, Nigeria, Senegal, Sierra Leone, và Togo.